# Херсонське духовне училище
Будівля Херсонського духовного училища міста Херсона збудована у першій половині XIX століття, як навчальний корпус духовного училища. Нині знаходиться за адресою: вул. вул. Богородицька, 7.

## Історія
Вагомим джерелом до вивчення історії навчального закладу є щорічні адрес-календарі та пам'ятні книжки Херсонської губернії, що дозволяють з'ясувати викладацький склад та керівництво духовного училища. Так, станом на 1901 рік посаду смотрителя (доглядача) училища обіймав статський радник С. К. Карпинський, помічника доглядача — статський радник М. К. Богоявленський. Викладачі: І. А. Чемена, священик А.Тимофеев, надвірний радник С. П. Шумський, надвірний радник В. О. Воскобойников, надвірний радник М. Д. Райський, священик М.Клопотов, лікар — Л. Ф. Падалка.

## Випускники
Окремого аналізу дослідників потребують списки випускників 1886—1913 рр.
Серед видатних випускників — протопресвітер Букетов Феофан Матвійович (1878—1968), церковний діяч у США.

## Сучасність
Розташований філіал Херсонського музичного училища (головний корпус — на проспекті Незалежності).